# Kamenka (Kaliningrad, Selenogradsk)
Kamenka (russisch Каменка, deutsch Michelau) ist ein Ort in der russischen Oblast Kaliningrad. Er gehört zur kommunalen Selbstverwaltungseinheit Stadtkreis Selenogradsk im Rajon Selenogradsk.

## Geographische Lage
Kamenka liegt fünf Kilometer südwestlich der Stadt Selenogradsk (Cranz), zwei Kilometer vom Ufer der Ostsee entfernt. Durch den nördlichen Teil des Ortes führt die russische Fernstraße A 192, und den südlichen Ortsrand bildet der Primorskoje Kolzo (Küstenautobahnring). Bis 1945 war Cranz-Rosehnen die nächste Bahnstation, die heute Ostanowotschny punkt (O.p.) Sokolniki (Weischkitten) heißt und an der Bahnstrecke Kaliningrad–Selenogradsk–Pionerski (Königsberg–Cranz–Neukuhren) heißt.

## Geschichte
Der bis 1946 Michelau genannte Ort war ein Dorf mit Gut. Am 13. Juni 1874 wurde es Sitz und namensgebender Ort eines neu errichteten Amtsbezirks im Landkreis Fischhausen im Regierungsbezirk Königsberg der preußischen Provinz Ostpreußen und bestand bis 1930. Am 20. November 1893 wurde die Landgemeinde Michelau mit der Landgemeinde Rosehnen (1939–1946 Seebad Rosehnen, heute russisch: Priboi) zur neuen Landgemeinde Michelau zusammengeschlossen. Im Jahre 1910 zählte der Ort 142 Einwohner.
Am 30. September 1928 vereinigten sich die Landgemeinden Michelau und Weischkitten (heute russisch: Sokolniki) mit den Gutsbezirken Friedrichswalde (Kolzowo, nicht mehr existent) und Wargenau (Malinowka) zu einer neuen Landgemeinde Michelau, die 1933 insgesamt 411 und 1939 noch 370 Einwohner zählte. Am 23. April 1930 schließlich wurde Michelau nach Grünhoff (heute russisch: Roschtschino) eingemeindet und der Amtsbezirk Michelau wenig später aufgelöst.
Infolge des Zweiten Weltkrieges kam Michael mit dem nördlichen Ostpreußen zur Sowjetunion. Der Ort erhielt im Jahr 1947 die russische Bezeichnung Kamenka und wurde gleichzeitig dem Dorfsowjet Cholmski selski Sowet im Rajon Primorsk zugeordnet. Später gelangte der Ort in den Wischnjowski selski Sowet. Von 2005 bis 2015 gehörte Kamenka zur Landgemeinde Kowrowskoje selskoje posselenije und seither zum Stadtkreis Selenogradsk.

## Kirche
Die vor 1945 fast ausnahmslos evangelische Bevölkerung Michelaus war in das Kirchspiel Rudau (heute russisch: Melnikowo) eingepfarrt und gehörte zum Kirchenkreis Königsberg-Land II in der Kirchenprovinz Ostpreußen der Kirche der Altpreußischen Union. Heute liegt Kamenka im Einzugsbereich der in den 1990er Jahren neu entstandenen evangelisch.-lutherischen Gemeinde in Selenogradsk (Cranz), einer Filialgemeinde der Auferstehungskirche in Kaliningrad (Königsberg) innerhalb der Propstei Kaliningrad der Evangelisch-lutherischen Kirche Europäisches Russland.